# Pulzno širinska modulacija
Pulzno-širinska modulacija (s kratico PWM, angleško pulse-width modulation) je metoda za zmanjšanje povprečne moči, ki jo oddaja električni signal, z učinkovitim sekanjem na diskretne dele. Dlje ko je stikalo vklopljeno v primerjavi z obdobji izklopa, večja je skupna moč, ki se dovaja bremenu. Skupaj s sledenjem točk največje moči (MPPT) je to ena glavnih metod za zmanjšanje izhodne moči sončnih celic na tisto, ki jo lahko izkoristi baterija.  PWM je še posebej primeren za velike obremenitve, kot so motorji, na katere to diskretno preklapljanje ne vpliva tako enostavno, ker zaradi njihove vztrajnosti reagirajo počasi. Preklopna frekvenca PWM mora biti dovolj visoka, da ne vpliva na obremenitev, kar pomeni, da mora biti posledična valovna oblika, ki jo zazna obremenitev, čim bolj gladka.
1. ↑  »Sizing a Grid-Tied PV System ...with Battery Backup«. Home Power Magazine.